# Classe V (sommergibile)
La classe V (ufficialmente: "U-Class Long hull 1941–42 programme") è stata una classe di 22 sommergibili prodotti dall'industria navale Vickers-Armstrong per la Royal Navy tra il 1942 e il 1945, e operativi durante la seconda guerra mondiale.

## Storia
42 sommergibili furono ordinati su questo progetto, tutti furono costruiti da Vickers-Armstrong (a Barrow-in-Furness o a Walker-on-Tyne), ma solo 22 furono completati. Da notare che 7 di questi sommergibili ricevettero un nome con l'iniziale "U" (all'inverso, 4 sommergibili della classe U ricevettero un nome con l'iniziale "V").
I sommergibili della classe V erano molto simili a quelli precedenti della classe U (scafo corto), dei quali essi costituivano il lineare sviluppo; ma i classe V avevano uno scafo a pressione di 3/4 pollici invece di 1/2 pollici per immersioni più profonde, inoltre essi avevano una poppa allungata (scafo lungo) e affinata per ridurre il rumore e migliorare la navigazione subacquea.
La classe V era a volte chiamata classe Vampire, dal nome del sommergibile HMS Vampire (P72).

## Sommergibili

### Regno Unito
Furono pianificati 42 sommergibili su 3 lotti, ma alla fine ne furono realizzati solo 22 (8 + 12 + 2).
8 sommergibili ordinati il 5 dicembre 1941
1. HMS Venturer (P68), trasferito alla Norvegia nel 1946 come KNM Utstein
2. HMS Viking (P69), trasferito alla Norvegia nel 1946 come KNM Utvær
3. HMS Veldt (P71), completato e trasferito nel 1943 alla Marina reale greca come RHS Pipinos (Y-8)[1]
4. HMS Vampire (P72)
5. HMS Vox (P73)
6. HMS Vigorous (P74)
7. HMS Virtue (P75)
8. HMS Visigoth (P76)

18 sommergibili ordinati il 24 maggio 1942, ma 6 cancellati nel 1944
1. HMS Vivid (P77)
2. HMS Voracious (P78)
3. HMS Vulpine (P79), trasferito alla Danimarca nel 1947 come Støren (U2/S322)
4. HMS Varne (P81)
5. HMS Upshot (P82)
6. HMS Urtica (P83)
7. HMS Vineyard (P84), completato come Doris (P84) per la Marina della Francia libera
8. HMS Variance (P85), trasferito nel 1944 alla Norvegia come KNM Utsira (P 86)
9. HMS Vengeful (P86), trasferito alla Grecia nel 1945 come Delfin (Y-9)
10. HMS Vortex (P87), completato come Morse (T3) per la Francia libera, poi trasferito alla Danimarca nel 1947 come KDM Sælen
11. HMS Veto (P88), cancellato il 23 gennaio 1944 e demolito
12. HMS Virile (P89), cancellato il 23 gennaio 1944 e demolito
13. HMS Visitant (P91), cancellato il 23 gennaio 1944 (mai impostato)
14. HMS Upas (P92), cancellato nel febbraio 1944 e demolito
15. HMS Ulex (P93), cancellato nel febbraio 1944 (mai impostato)
16. HMS Utopia (P94), cancellato nel febbraio 1944 (mai impostato)
17. HMS Virulent (P95), trasferito alla Grecia nel 1946 come Argonaftis (U15)
18. HMS Volatile (P96), trasferito alla Grecia nel 1946 come Triaina

6 sommergibili ordinati il 17 novembre 1942, ma 4 cancellati nel 1944
1. HMS Votary (P29), trasferito alla Norvegia nel 1946 come Uthaug
2. HMS Vagabond (P18)
3. HMS Vantage, cancellato il 23 gennaio 1944 (mai impostato)
4. HMS Vehement (P25), cancellato il 23 gennaio 1944 (mai impostato)
5. HMS Venom (P27), cancellato il 23 gennaio 1944 (mai impostato)
6. HMS Verve (P28), cancellato il 23 gennaio 1944 (mai impostato)

Infine, 10 sommergibili furono ordinati nel 1943 Programme, ma tutti furono cancellati il 20 novembre 1943, 8 di questi non ebbero un nome
1. HMS Unbridled (P11), cancellato il 20 novembre 1943 (mai impostato)
2. HMS Upward (P16), cancellato il 20 novembre 1943 (mai impostato)
3. Altri 8 sommergibili senza nome

### Altre marine
Kongelige danske marine
- Støren, ex HMS Vulpine (P79)
- Sælen, ex Morse (P87), ex HMS Vortex (P87)

 FNFL
- Doris (P84), ex HMS Vineyard (P84)
- Morse (P87), ex HMS Vortex (P87)

 Vasilikón Naftikón
- Pipinos (Y8), ex HMS Veldt (P71)
- Delfin (Y9), ex HMS Vengeful (P86)
- Argonaftis, ex HMS Virulent (P95)
- Triaina, ex HMS Volatile (P96)

 Kongelige Norske Sjøforsvaret
- Utstein, ex HMS Venturer (P68)
- Utvær, ex HMS Viking (P69)
- Utsira, ex HMS Variance (P85)
- Uthaug, ex HMS Votary (P29)